# Tondalus' visioen (navolger van Jheronimus Bosch)
Tondalus' visioen is een schilderij van een navolger van Jheronimus Bosch in het Museo Lázaro Galdiano in Madrid.

## Voorstelling
Het stelt Tondalus' visioen voor, een verhaal over een Ierse ridder, die, in een toestand van schijndood, een visioen heeft. In dit visioen wordt hij door een engel in de hel rondgeleid, waar hij geconfronteerd wordt met zijn wereldse leven. De hoofdpersoon zit linksonder te slapen. Onder hem staat in gotische letters het opschrift ‘visio tondaly’. Achter hem staat de engel, die hem op de hel wijst, die op de rest van het schilderij is afgebeeld. In het midden is een groot masker te zien met ronde vensters als ogen. Uit zijn oren groeien twee bomen. Op zijn hoofd ligt een man met een aap en twee uilen. Uit de neus van het masker stroomt geld in een kuip, waarin een aantal mensen baden. Voor de kuip zit een man op een dobbelsteen terwijl hij gekweld wordt door twee demonen. Links is onder andere te zien de kwelling van mensen in een stroom. Op de achtergrond rechts wordt een aantal personen geroosterd vanaf een brandende poort. Daarvoor worden personen die aan een tafel zitten in een reusachtige helm gekweld door demonen. Op de helm bevindt zich een bed omgeven door monsters.

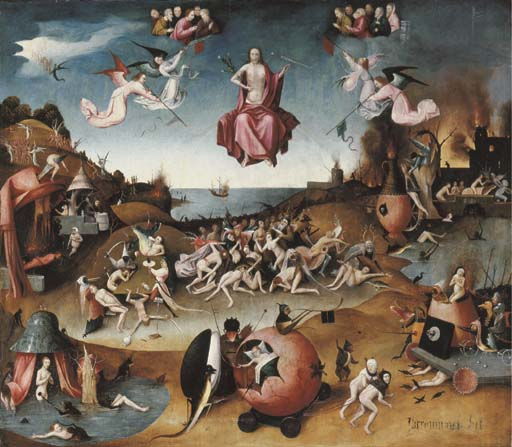
Atelier van Jheronimus Bosch. Het Laatste Oordeel. 1500-1510. Londen, Christie's (9 juli 2003).

Voorstellingen van Tondalus' visioen komen vaker voor bij Jheronimus Bosch en zijn navolgers. Van het verhaal bestaan tal van uitgaven. Een Middelnederlandse vertaling verscheen eerst in Antwerpen en in 1484 ook in Bosch' woonplaats, 's-Hertogenbosch.

## Toeschrijving
Het werk is een samenstelling van verschillende motieven uit werken van Bosch. De voorstelling als geheel is vergelijkbaar met het helmedaillon op de Zeven Hoofdzonden in het Museo del Prado. De brandende poort met het hangende lichaam is ontleend aan het rechterluik van de Tuin der lusten en het bed met monsters komt overeen met dat op een van de fragmenten Paradijs en hel, dat vroeger aan Bosch toegeschreven werd. Volgens Bosch-auteur Charles de Tolnay is het werk van dezelfde schilder als het Laatste Oordeel, dat vermoedelijk afkomstig is uit het atelier Bosch en dat in 2003 voor het laatst gesignaleerd werd op een veiling bij Christie's in Londen.

## Herkomst
Het werk is afkomstig uit de verzameling van N. Beets in Amsterdam.